# Alphons Egli

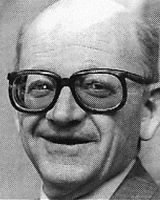
Alphons Egli

Alphons Egli (* 8. Oktober 1924 in Luzern; † 5. August 2016 ebenda; heimatberechtigt in Entlebuch und Luzern) war ein Schweizer Politiker (CVP). Als Bundesrat stand er von 1983 bis 1986 dem Departement des Innern vor und bekleidete im Jahr 1986 das Amt des Bundespräsidenten.

## Leben
Der Sohn des Luzerner Regierungsrats und Ständerats Gotthard Egli studierte Rechtswissenschaften an der Universität Zürich, der Päpstlichen Universität Gregoriana und der Universität Bern und schloss 1949 mit einem Doktorat ab. Von 1952 bis 1982 war er als selbständiger Rechtsanwalt und Notar in Luzern tätig.
Im Jahr 1963 wurde er in den Grossen Bürgerrat der Stadt Luzern gewählt und führte dieses Amt bis 1967 aus. 1967 wurde er in den Grossen Rat des Kantons Luzern gewählt und verbrachte dort acht Jahre seiner politischen Laufbahn. 1971 kandidierte er erfolglos für den Nationalrat, ab 1975 gehörte er dem Ständerat an. Ab 1974 war er Verwaltungsratspräsident der Schifffahrtsgesellschaft des Vierwaldstättersees.
Am 8. Dezember 1982 wurde Egli in den Bundesrat gewählt. Er stand dem Eidgenössischen Departement des Innern vor. Dadurch, dass er als deklarierter Konservativer nach der Katastrophe von Tschernobyl und dem Grossbrand von Schweizerhalle den aufkeimenden Umweltschutz zum Thema machte, verschaffte er diesen Anliegen politische Legitimität: Im Zusammenhang mit dem Waldsterben setzte er Massnahmen zur Luftreinhaltung durch. Er war Bundespräsident im Jahre 1986.
Als Bundespräsident entschuldigte er sich am 3. Juni 1986 offiziell für das den Jenischen in der Schweiz zugefügte Unrecht und leitete nach seinem Rücktritt eine Fondskommission, welche von Kindswegnahmen, Anstaltseinweisungen etc. betroffene Jenische mit Geldsummen zwischen 2000 und 7000 Franken abfand.
Egli trat aus gesundheitlichen Gründen per 31. Dezember 1986 aus dem Bundesrat zurück. Er war Altherr des Schweizerischen Studentenvereins und der Sektionen Semper Fidelis Luzern, Agaunia St. Maurice und Burgundia Bern.
Von 1967 bis 1987 lebte er in Horw. Von dieser Gemeinde erhielt er auch das Ehrenbürgerrecht.
Er verstarb am 5. August 2016 in einem Luzerner Altersheim.
Nach seinem Tod wurde bekannt, dass er unter dem Decknamen «Blasius» von 1971 bis zu seiner Wahl in den Ständerat 1975 aktives Mitglied und Offizier (zuletzt Oberstleutnant) des Armeestabsteils 420.3 gewesen war. Dieser hatte als Spezialdienst den Auftrag, den Widerstand in der Schweiz für den Fall einer kommunistischen Besetzung vorzubereiten. Egli leistete damals einen massgeblichen Beitrag zum Aufbau der Vorläuferorganisation der Schweizer Widerstandsorganisation P-26.

## Wahlergebnisse in der Bundesversammlung
- 1982: Wahl in den Bundesrat mit 125 Stimmen (absolutes Mehr: 123 Stimmen)
- 1983: Wiederwahl als Bundesrat mit 185 Stimmen (absolutes Mehr: 115 Stimmen)
- 1984: Wahl zum Vizepräsidenten des Bundesrates mit 185 Stimmen (absolutes Mehr: 99 Stimmen)
- 1985: Wahl zum Bundespräsidenten mit 198 Stimmen (absolutes Mehr: 106 Stimmen)

## Werke
- Die Aktiengesellschaft im internationalen Privatrecht, insbesondere die Sitzverlegung. Bern 1949, OCLC 603684279 (Dissertation Universität Bern 1949).